# Adelsköldska villan

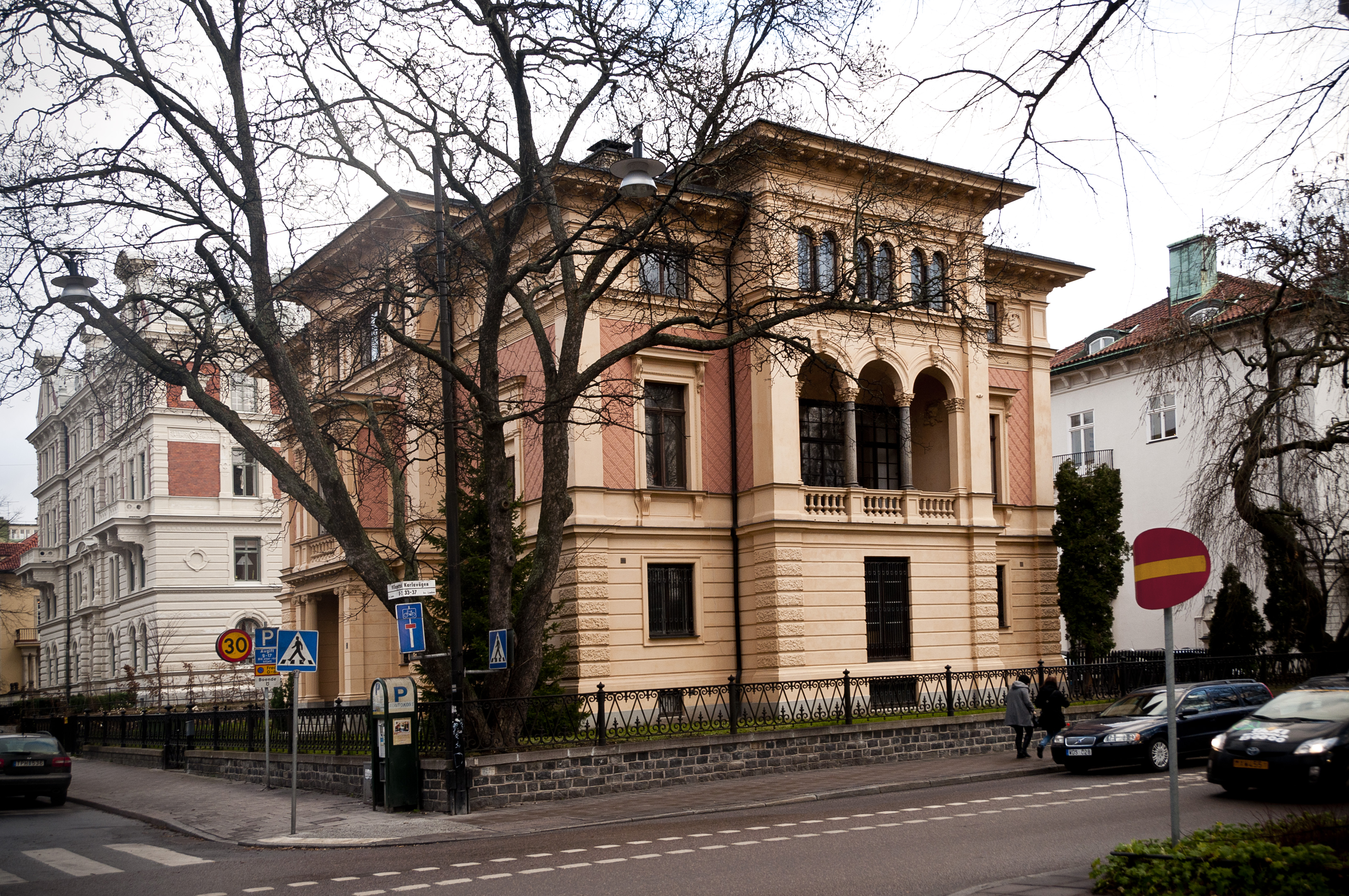
Adelsköldska villan utmed Karlavägen

Adelsköldska villan är en byggnad vid Villagatan 2 / Karlavägen 33 i Villastaden på Östermalm i centrala Stockholm.
Villastaden hade skapats efter engelskt mönster på 1870-talet och på tomten hade tidigare den Cederschiöldska villan uppförts i nygotik. Grundläggningen var dock dålig och villan fick rivas efter bara ett tiotal år. Istället lät major Claes Adolf Adelsköld uppföra en ny byggnad. 
Adelsköld som kallade sig själv Sveriges rallarbuse Nr.1 hade projekterat och anlagt flera hundra mil enskilda järnvägar i Sverige och var dessutom kulturellt och samhällspolitiskt engagerad. Han var väl förtrogen med arkitekturen nere på kontinenten genom sina många resor och stod själv bakom en mängd stationsbyggnader. Vid denna tidpunkt hade en populär villatyp utvecklats med rötter i antiken och renässansen där rummen grupperade symmetriskt runt ett så kallat atrium som belystes ovanifrån av en lanternin. Adelsköld skissade ett utkast som bearbetades av Wilhelm Klemming. 
Byggnaden i tre våningar uppfördes 1887-1888. Fasaden på mellanvåningen kläddes med röda cementplattor medan övriga väggar putsades. Den yttre taklisten är gjuten i gips. Mot Karlavägen vetter en loggia med polerade granitkolonner med kapitäl av brons som sägs vara inspirerad av Heinrich Schliemanns palats i Aten. Byggnaden visar annars stora likheter med Adelskölds herrgård Nolhaga som uppförts 1879-80 efter Adrian C. Petersons ritningar. Interiören var påkostad med praktfulla stuck-, snickeri- och måleriarbeten, de sistnämnda av dekorationsmålaren Carl Grabow.
1909 förvärvades villan av Grängesbergsbolagets vd Erik Frisell som med Ferdinand Bobergs hjälp initierade en renovering. Interiören gjordes om i slät jugend och ljusgården sattes igen.
Efter att Polska staten, vars ambassad är belägen i grannfastigheten på Karlavägen 35, förvärvade byggnaden 1973 inleddes en pietetsfull renovering där och bland annat stuckaturtak från Adelskölds tid kunde återskapas. Under ett 30-tal år huserade Polska institutet i byggnaden.